# Astronia ledermannii
Astronia ledermannii är en tvåhjärtbladig växtart som beskrevs av Rudolf Mansfeld. Astronia ledermannii ingår i släktet Astronia och familjen Melastomataceae. Inga underarter finns listade i Catalogue of Life.